# Estadio Internacional de Basora
El Estadio Internacional de Basora, (en árabe مدينة البصرة الرياضية) es un estadio multiusos ubicado en la ciudad de Basora, Irak. Se usa principalmente para partidos de fútbol de la liga local y partidos de la Selección de fútbol de Irak.

## Características

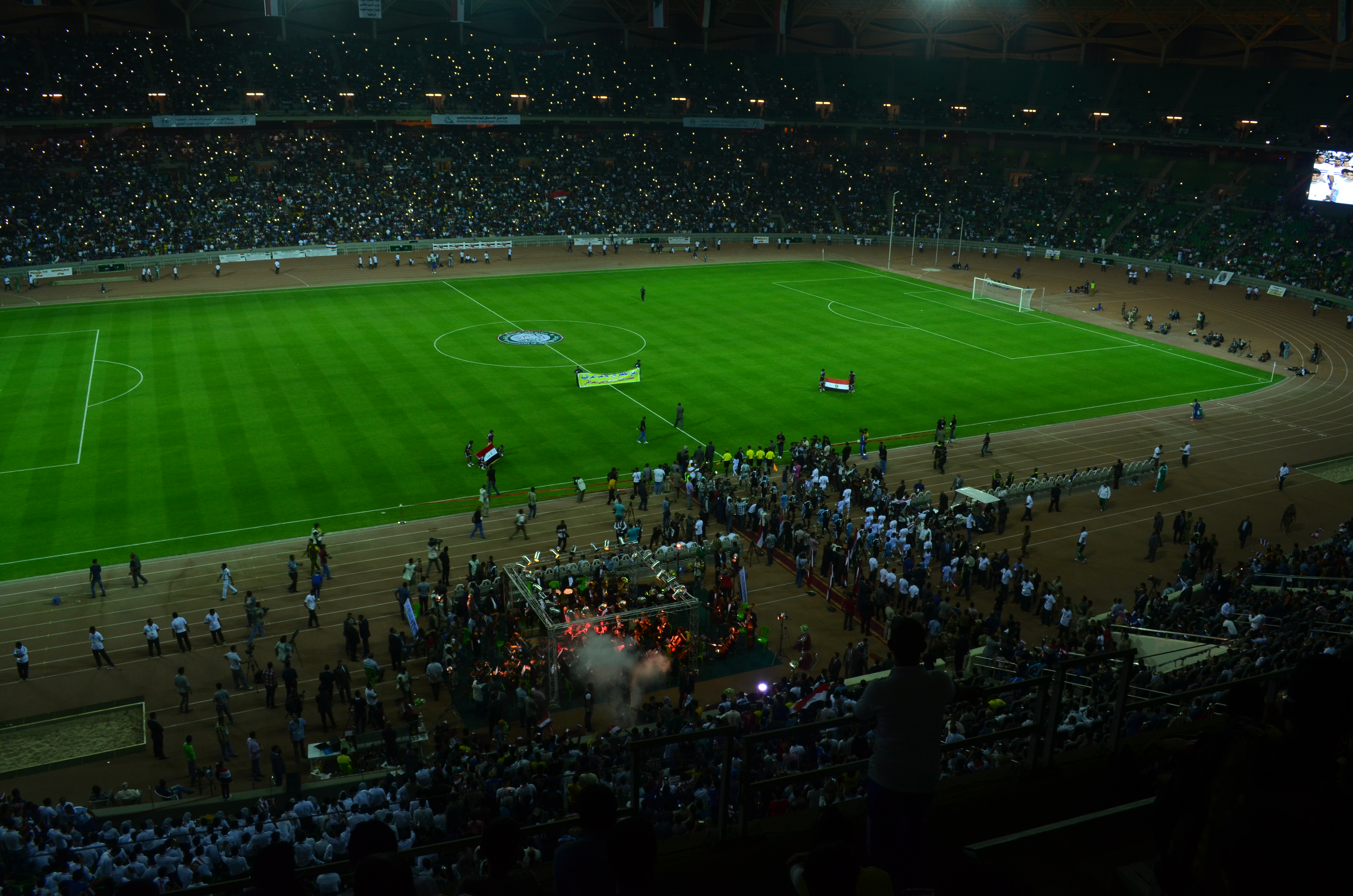

El estadio esta inserto dentro de la Ciudad deportiva de Basora, su construcción se inició el 15 de julio de 2009 y se inauguró el 12 de octubre de 2013. El proyecto fue financiado por el gobierno de Irak con un gasto presupuestario de $ 550 millones de dólares, la ciudad deportiva alberga el estadio principal con una capacidad de 65 000 personas, un estadio secundario con capacidad para 20 000 asientos, cuatro hoteles de cinco estrellas y otras instalaciones deportivas secundarias.
El contrato de este proyecto fue dado a Abdullah Al-Jaburi, un importante contratista en el rubro de la construcción en Irak, y a dos empresas estadounidenses, 360 Architecture y Newport Global. Se espera que el proyecto sea uno de los mayores complejos deportivos en el Oriente Medio.
El estadio principal es una estructura de varios niveles con capacidad para 65 000 asientos, 20 suites y 230 asientos VIP. El complejo también contará con salas VIP y restaurantes, salas de espectadores, y un túnel que conecta el estadio principal al estadio secundario. La estructura de la cubierta es de acero y en voladizo a 30 metros de la columna de soporte posterior de la cubierta superior con un 15 metros back-lapso. El estadio esta envuelto con un muro cortina de elementos curvos multidireccionales.

## Final de la Copa de Naciones del Golfo
En enero de 2023, Irak acogió por primera vez desde 1979 la Copa de Naciones del Golfo, en su 25.ª edición. El Estadio Internacional de Basora fue designado para el partido de la final del campeonato, que se disputó el 19 de enero entre Irak y Omán, proclamándose campeón el equipo local tras ganar por 3 goles a 2 después de una prórroga.

### Tragedia
Antes de comenzar el partido, se produjo una estampida humana que resultó en la pérdida de vida de cuatro personas y un centenar de heridos. Fue causada por el empuje producido por miles de aficionados que intentaron ingresar en el estadio a pesar de no tener entradas, con la esperanza de lograr ver en persona una final internacional, evento poco común en ese país. Durante las horas y minutos previos al comienzo del partido, el Ministerio del Interior de Irak solicitaba a cualquiera que no tuviera entradas para el partido a abandonar el área alrededor del estadio, estando el estadio completamente lleno, las entradas agotadas y las puertas en este punto ya cerradas.
A pesar de la estampida, el partido de la final se llevó a cabo según lo planeado, ganando el equipo anfitrión.